# Karl Ördögh
Karl Ördögh (1908.) je bivši austrijski hokejaš na travi. 
Na hokejaškom turniru na Olimpijskim igrama 1928. u Amsterdamu je igrao za Austriju. Nastupio je sa samo 20 godina, a odigrao je dva susreta.
Na Olimpijskim igrama se ponovno pojavio nakon 20 godina. Na hokejaškom turniru na Olimpijskim igrama 1948. u Londonu je igrao za Austriju, koja je ispala u 1. krugu. Austrija je osvojila 3. mjesto u skupini "A", odigravši dva susreta neriješeno i izgubivši samo od kasnijeg olimpijskog pobjednika, hokejaške velesile Indije. Na završnoj ljestvici je dijelila 5. – 13. mjesto. S 40 godina je bio najstariji igrač u sastavu.

## Vanjske poveznice
- Profil na Sports Reference.com  Arhivirana inačica izvorne stranice od 14. studenoga 2012. (Wayback Machine)